# آرتور دومانیوک
آرتور دومانیوک (اوکراینی: Артур Романович Думанюк؛ زادهٔ ۱۵ نوامبر ۱۹۹۶) بازیکن فوتبال اهل اوکراین است.